# Sam Spruell
Sam Spruell (Southwark, 1 januari 1977) is een Brits acteur.

## Carrière
Spruell begon in 1995 met acteren in de film Cabaret, waarna hij nog meerdere rollen speelde in films en televisieseries. Hij speelde in onder anderen K-19: The Widowmaker (2002), London to Brighton (2006), Elizabeth: The Golden Age (2007), Snow White and the Huntsman (2012), Taken 3 (2014) en The Last Ship (2014-2015). Hij verscheen als het personage Swarm in de dertiende reeks van Doctor Who (2021).

## Filmografie

### Films
Uitgezonderd korte films.
- 2025 The Thing with Feathers - als Paul
- 2024 Up the Catalogue - als Jim Kelly
- 2024 Ma famille chérie - als William
- 2023 The Settlers - als kolonel Martin
- 2022 The Hanging Sun - als Aaron / Nicholas
- 2021 The Amazing Mr Blunden - als Bertie
- 2021 Locked Down - als Martin
- 2019 The Informer - als Slewitt
- 2018 Outlaw King - als Aymer de Valence
- 2017 Valerian and the City of a Thousand Planets - als generaal Okto-Bar
- 2017 Sand Castle - als eerste luitenant Anthony
- 2015 The Lady in the Van - als andere jongeman
- 2015 The Martian - als NASA psycholoog
- 2015 Legend - als Jack McVitie
- 2015 Child 44 - als dr. Tyapkin
- 2014 Taken 3 - als Oleg Malankov
- 2014 Good People - als Jack Witkowski
- 2014 The Voices - als Dave
- 2013 Sixteen - als Liam
- 2013 The Counselor - als Wireman
- 2013 Starred Up - als Haynes
- 2013 Company of Heroes - als sergeant Matherson
- 2012 Snow White and the Huntsman- als Finn
- 2010 Sex & Drugs & Rock & Roll - als drummer van Kilburn
- 2008 Defiance - als Arkady Lubczanski
- 2008 The Hurt Locker - als huurling Charlie
- 2007 Elizabeth: The Golden Age - als martelaar
- 2007 Tick Tock Lullaby - als Steve
- 2006 Venus - als directeur ziekenhuis
- 2006 London to Brighton - als Stuart Allen
- 2003 To Kill a King - als beveiliger van koning
- 2002 K-19: The Widowmaker - als Dmitri
- 1995 Cabaret - als Ernst Ludwig

### Televisieseries
Uitgezonderd eenmalige gastrollen.
- 2023-2024 The Gold - als Charlie Miller - 3 afl.
- 2024 Dune: Prophecy - als Horace - 2 afl.
- 2023-2024 Fargo - als Ole Munch - 9 afl.
- 2021 Doctor Who - als Swarm - 5 afl.
- 2021 The North Water - als Cavendish - 4 afl.
- 2020 Liar - als Oliver Graham - 6 afl.
- 2015 The Bastard Executioner - als Toran Prichard - 10 afl.
- 2014-2015 The Last Ship - als Quincy - 11 afl.
- 2013 Mayday - als Steve Docker - 5 afl.
- 2011 The Runaway - als Jim Harvey - 5 afl.
- 2008 City of Vice - als Lord Newcastle - 4 afl.
- 2004-2007 Spooks - als Jason Belling - 2 afl.
- 2003 P.O.W. - als Wilkes - 6 afl.

- Bibliothèque nationale de France: cb15684169r (data)
- Gemeinsame Normdatei: 1254633464
- International Standard Name Identifier: 0000 0000 1070 6470
- Library of Congress Control Number: no2009165269
- Nationale Bibliotheek van Israël: 987007364897505171
- Système universitaire de documentation: 133991520
- Virtual International Authority File: 337647
- WorldCat: E39PBJkD3QtryhGgVcVrpFRqcP